# Return (informatica)
In programmazione, la dichiarazione return causa la terminazione della subroutine corrente e ripristina il codice nel punto immediatamente successivo a quello in cui la funzione è stata chiamata. In molti linguaggi di programmazione la parola chiave return permette a una funzione di specificare il valore restituito da passare al codice sorgente che ha chiamato la funzione stessa.
I linguaggi che richiedono un ritorno esplicito, possono ammettere più dichiarazioni di return nella stessa funzione. Se ciò sia o no un fattore positivo è controverso (coloro che seguono il paradigma della programmazione strutturata evitano di inserire più dichiarazioni return per una singola subroutine).

## Sintassi
Seguono le sintassi più comuni di utilizzo della dichiarazione return:
| Linguaggio                                      | Sintassi                               | Se il valore è omesso |
| ----------------------------------------------- | -------------------------------------- | --- |
| Ada, Bash, C, C++, Java, PHP, C#, JavaScript, D | return value;                          | in Bash viene restituito il valore dell'ultimo comando eseguito nella funzione in C e C++ è un undefined behavior, se la funzione non è void in PHP restituisce NULL in JavaScript restituisce il valore undefined in Java and C# non è permesso, se la funzione non è void |
| BASIC                                           | RETURN                                 | |
| Lisp                                            | (return value)                         | restituisce l'ultimo valore dichiarato |
| Perl, Ruby                                      | return @values; return $value; return; | restituisce l'ultimo valore dichiarato |
| Python                                          | return value                           | None |
| Smalltalk                                       | ^ value                                | |
| Visual Basic .NET                               | Return value                           | |
| Windows PowerShell                              | return value;                          | object |
| x86 assembly                                    | ret                                    | |